# Gouarec
Gouarec (bretonsko Gwareg) je naselje in občina v francoskem departmaju Côtes-d'Armor regije Bretanje. Leta 2006 je naselje imelo 965 prebivalcev.

## Geografija
Kraj leži v pokrajini Bretaniji ob reki Blavet, 44 km južno od Guingampa.

## Uprava
Gouarec je sedež istoimenskega kantona, v katerega so poleg njegove vključene še občine Laniscat, Lescouët-Gouarec, Mellionnec, Perret, Plélauff, Saint-Gelven in Saint-Igeaux s 3.736 prebivalci.
Kanton Gouarec je sestavni del okrožja Guingamp.

## Zgodovina
Ime naselbine se omenja v 12. stoletju v povezavi s srednjeveškim gradom v posesti gospostva Rohan, okoli katerega je bila zgrajena.